# 正常な若者
『正常な若者』（せいじょうなわかもの、イタリア語: Il giovane normale）は、1969年製作・公開、ディーノ・リージ監督のイタリア映画である。イタリア式コメディの1作である。

## 略歴・概要
本作は、1969年、フランコ・クリスタルディが経営するイタリアの映画会社ヴィデス・チネマトグラフィカおよびイタルノレッジオ・チネマトグラフィコが製作、直接にはピオ・アンドレッティとアドリアーノ・デ・ミケーリによる同国の製作会社ディーン・フィルムが請け負って製作を開始、ラツィオ州ローマ県ローマ市内やチュニジアのチュニス等でロケーション撮影を行い、完成した。
同年11月29日、同国の映画会社イスティトゥート・ルーチェの配給によってイタリア国内で公開された。イタリア国内では、ジェネラル・ヴィデオが87分版のDVDを発売している。
日本では、本作は劇場公開されておらず、2011年1月現在、DVD等のビデオグラムも発売されていない。

## スタッフ・作品データ
- エグザクティヴプロデューサー : フランコ・クリスタルディ
- プロデューサー : ピオ・アンドレッティ （Pio Angeletti）、アドリアーノ・デ・ミケーリ （Adriano de Micheli）[2]
- 監督 : ディーノ・リージ
- 原案 : ウンベルト・シモネッタ （Umberto Simonetta）、ルッジェーロ・マッカリ、ディーノ・リージ
- 脚本 : ルッジェーロ・マッカリ、マウリツィオ・コスタンツォ （Maurizio Costanzo）
- 撮影 : サンドロ・デーヴァ （アレッサンドロ・デーヴァ Alessandro D'Eva [6]）[2]
- 美術 : ルチアーノ・リケッリ （Luciano Ricceri  [7]）[2]
- 衣裳 : エツィオ・アルティエーリ （Ezio Altieri  [8]）[2]
- 編集 : アルベルト・ガッリッティ （Alberto Gallitti [9]）
- 音楽 : アルマンド・トロヴァヨーリ

- 製作 :  ヴィデス・チネマトグラフィカ （Vides Cinematografica）、イタルノレッジオ・チネマトグラフィコ、ディーン・フィルム [1][2]
- 上映時間 :  92分 [2] / 87分 [3]、 98分 [1]
- フォーマット : カラー映画（テクニカラー） - スコープサイズ（テクニスコープ、2.35:1） - モノラル録音

## キャスト
クレジット順
- リノ・カポリッキオ （Lino Capolicchio） - ジョルダーノ
- ジャネット・アグレン （Janet Ågren） - ダイアナ
- ジェフ・モロウ （Jeff Morrow） - シド教授
- ユージン・ウォルター （Eugene Walter） - ネルソン

- ウンベルト・ドルシ （Umberto D'Orsi） - 運転手
- クラウディオ・トリオンフィ （Claudio Trionfi） - マリオリーノ
- ジュゼッペ・フランコ （Giuseppe Franco [10]） - クラウディオ
- ダナ・ギア （Dana Ghia） - 女教師
- ジーノ・サンテルコーレ （Gino Santercole） - ジョルジョ
- ピッポ・フランコ （Pippo Franco）
- セルジオ・セラフィーニ （Sergio Serafini [11]）
- アントニオ・チェーザレ・コルティ （Antonio Cesare Corti [12]）

## あらすじ
イタリアのミラノに住む「正常な若者」であるジョルダーノ（リノ・カポリッキオ）は、ジェノヴァを経由してフランスのパリまで、ヒッチハイクで行こうと試みる。スルーの連続の挙げ句拾ってくれたのは、裕福なアメリカ人たちを載せたオープンカーだった。年老いた考古学の教授シド（ジェフ・モロウ）、その若き妻ダイアナ（ジャネット・アグレン）、その友人の中年男ネルソン（ユージン・ウォルター）。彼らに、これからチュニジアに行くが、運転し荷物を持ってくれる前提でいっしょに来ないか、と誘われる。ジョルダーノは行く先々でダイアナに誘われ、また同室となったネルソンにも、ホモセクシャルな誘いを受ける。チュニジア、スペイン、サントロペを経由した最後の夜、シド教授の容態がおかしいことを知る。確かに彼は絶えず薬を服用していた。ジョルダーノは介抱しことなきを得、無事に目的地ジェノヴァにつくことができる。父と再会し、父の運転するクルマで高速を走るジョルダーノは、自分たちを追い抜くオープンカーが、あのアメリカ人たちのものであることに気づく。すこし前までの自分と同じような青年が運転しているが、あのような誘惑の旅がまた繰り返されるのだろうと感じる。

## 関連事項
- イタリア式コメディ

## 註
1. 1 2 3 4 5 6  Il giovane normale, インターネット・ムービー・データベース （英語）, 2011年1月23日閲覧。
2. 1 2 3 4 5 6 7 8  Il giovane normale, allmovie （英語）, 2011年1月23日閲覧。
3. 1 2  Il giovane normale, General Video （イタリア語）, 2011年1月23日閲覧。
4. ↑  ディーノ・リージ、キネマ旬報映画データベース、2011年1月23日閲覧。
5. ↑  ディノ・リージ、allcinema ONLINE, 2011年1月23日閲覧。
6. ↑  Alessandro D'Eva - IMDb（英語）, 2011年1月23日閲覧。
7. ↑  Luciano Ricceri - IMDb（英語）, 2011年1月23日閲覧。
8. ↑  Ezio Altieri - IMDb（英語）, 2011年1月23日閲覧。
9. ↑  Alberto Gallitti - IMDb（英語）, 2011年1月23日閲覧。
10. ↑  Giuseppe Franco - IMDb（英語）, 2011年1月23日閲覧。
11. ↑  Sergio Serafini - IMDb（英語）, 2011年1月23日閲覧。
12. ↑  Antonio Cesare Corti - IMDb（英語）, 2011年1月23日閲覧。